# Shiksa
Shiksa (yiddish: שיקסע, polacco: siksa) o shikse, è una parola yiddish e polacca (anche nota come чикса in russo),  in uso anche nella lingua tedesca e infine nella lingua inglese, nella cultura ebraico-americana del Nord America, come termine per una donna non-ebrea, inizialmente dispregiativo ma ora spesso usato come termine satirico. Shiksa solitamente si riferisce a una bella donna o una ragazza non-ebrea che potrebbe essere una tentazione per gli uomini o ragazzi ebrei, ad esempio, per appuntamenti, matrimoni, ecc. L'archetipo sarebbe una bionda dagli occhi azzurri: l'opposto etnico di una donna ebrea. Tra gli ebrei ortodossi, il termine può essere utilizzato per descrivere giovani donne ebree che non riescono a seguire i precetti religiosi ortodossi. Il termine equivalente per un maschio non-ebreo è shegetz.
In Sud America (Argentina, Brasile, Uruguay), il termine "shiksa" è utilizzato sia da ebrei sefarditi e ashkenaziti per indicare una governante o cameriera, e non semplicemente una donna non ebrea.

## Origine
Da un punto di vista etimologico, la parola shiksa è in parte derivata dal termine ebraico שקץ, sheketz שכץ, che significa "abominio", "impuro" o "oggetto di disgusto", a seconda del traduttore. Diversi dizionari definiscono "shiksa" come termine denigratorio e offensivo applicato a una ragazza o una donna non ebrea.